# ويكد جيم
قامت فرقة هيم بعمل نسخة غلاف لهذه الأغنية ووضعها في التسجيل التجريبي الأول ذيس از اونلي ذا بيجننج.ومن ثم وضعوها في الأغنية المطولة الأولى 666 وييز تو لوف: برولوج وبعد ذلك قامت الفرقة بإصدارها كأغنية منفردة في عام 1998 في كل من ألمانيا وفنلندا.

## ترتيب الأغاني (النسخة الألمانية)
Wicked Game – 3:54.1

For You – 4:00.2

Our Diabolikal Rapture – 5:20.3

Wicked Game (666 Remix) – 3:58.4

## ترتيب الاغاني (النسخة الفنلندية)
Wicked Game – 3:54.1

For You – 4:00.2
تم إصدار هذه النسخة في الألبوم المجمع الأول ذا سنجل كولكشن.

## ترتيب الأغاني (النسخة البريطانية لعام 2000)[3]
Wicked Game – 3:36.1

When Love and Death Embrace (Amnt mix) – 3:34.2

The Heartless (Serdlidlim Mix) – 3:11.3

## ترتيب الأغاني (النسخة السويدية لعام 2000)[3]
Wicked Game – 3:36.1

When Love and Death Embrace (Amnt mix) – 3:34.2